# 鲁本·德拉雷德
鲁本·德拉雷德·古铁雷斯（西班牙語：Rubén de la Red Gutiérrez，1985年6月5日—），已退役的西班牙足球運動員，擔任中場，曾效力皇家馬德里。迪拉列特是皇家馬德里青訓營培養的一名極有前途的中場球員，在14岁时就进入皇马青训，被時任西班牙國家隊主帥迪保斯基譽為「西班牙日後最好的中場」。然而，這位西班牙國家隊队员因心臟問題，在年僅24歲時就不幸被迫退役。

## 榮譽

### 皇家馬德里
- 西甲

- 冠軍 (1)：2006-07
- 亞軍 (1)：2005-06

### 基達菲
- 西班牙國王盃

- 亞軍 (1)：2007-08

### 國際賽
- 歐洲U-19足球錦標賽

- 冠軍 (1)：2004年

- 歐洲國家盃

- 冠軍 (1): 2008年